# Renner Zsuzsanna
Renner Zsuzsanna (Budapest, 1959. december 22. –) magyar történész, indológus, múzeumigazgató.

## Pályafutása
Édesapja Renner Antal orvos, kézsebész, édesanyja Joó Mária. Az Eötvös Loránd Tudományegyetem Bölcsészettudományi Karán 1983-ban szerzett diplomát történelem-angol szakon, majd ugyanitt 1986-ban indológusként is végzett. 1985-90-ig az MTA Nyelvtudományi Intézetének ösztöndíjasa, 1990-től a Hopp Ferenc Ázsiai Művészeti Múzeum muzeológusa, 1994-től főmuzeológusa volt, majd 2003-2007-ig a múzeum igazgatójaként dolgozott. 1993-95 között A Tan Kapuja Buddhista Főiskola, 1995-től máig az ELTE Bölcsészettudományi Kar indoeurópai nyelvtudományi tanszékének oktatója. Tanított a Képzőművészeti Egyetemen, a Restaurátorképző Intézetben, valamint a Színház- és Filmművészeti Egyetemen és a Közép-Európai Egyetemen is. Kutatási területe a hindu szobrászat, vallástörténet, hindu és buddhista művészetek. 2012-ben doktorált, PhD disszertációjának címe „Visnu Varáha (Vadkan) avatárája az indiai szövegekben és művészetben”. 2016-ban címzetes egyetemi docens lett.
Hiller István 2007. december 1-jén nevezte ki az Iparművészeti Múzeum igazgatójává, megbízatására azonban árnyékot vetett, hogy elődjét, a posztra szintén pályázó Takács Imre művészettörténészt váratlanul - s mint utóbb bírósági ítélet is kimondta: jogszerűtlenül - váltották le néhány hónappal korábban. Az ebben a helyzetben Takács mellett kibontakozó szolidaritás megmutatkozott úgy is, hogy Renner kinevezését a szavazásra jogosult dolgozók kevesebb, mint tíz százaléka támogatta. Renner 2010-ig vezette az intézményt úgy, hogy a múzeummal több perben álló Takács ugyanott a főmuzeológusi pozíciót is betöltötte. 2010-ben jogerősen visszahelyezték Takácsot a múzeum élére, ekkor Renner visszakerült a Hopp Ferenc múzeumba tudományos igazgatóként.

## Könyvei
- Renner Zsuzsanna: Gándhí Magyarországon - megjelent: Puskás Ildikó, Bethlenfalvy Géza (szerk.): India magyar szemmel - Indiai Nagykövetség, 1987
- Renner Zsuzsanna, Kelényi Béla: Vajang - Hopp Ferenc Kelet-Ázsiai Művészeti Múzeum, 1991
- Kelényi Béla - Renner Zsuzsanna: Indonézia művészete - Iparművészeti Múzeum, 1993
- Fajcsák Györgyi, Renner Zsuzsanna: Délkelet-ázsiai buddhista művészet - Hopp Ferenc Kelet-Ázsiai Művészeti Múzeum, 1997

### Fordítások
- Rachel Storm: Keleti mitológiák enciklopédiája - Glória Kiadói Kft. 2000. Fordította: Renner Zsuzsanna
- Marilia Albanese: Az időtlen India - Officina '96 Kiadó, 2001. Fordította: Kiss Csaba, Renner Zsuzsanna
- Sewa Singh Kalsi: A szikhizmus - Kossuth Kiadó, 2001. Fordította: Renner Zsuzsanna